# さどんです
『さどんです』は、原作：乃和（GAINAX）、漫画：葉月京による日本の漫画作品。『ヤングマガジン』（講談社）にて2012年第52号から2013年第50号まで連載された後、2013年12月4日にて無料漫画アプリ『マンガボックス』に移籍した。単行本は2014年2月20日現在1巻まで発売中。話数表記は「第○服」（○は漢数字）。
学園を舞台に、茶道を織り交ぜた「学園茶道漫画」。主人公の女子高生と、その幼馴染、高飛車な令嬢、不思議少女、茶道部の先輩、茶道部の顧問が織り成す学園茶道コメディ。学園の茶道部を主軸に、茶道用語の解説のほか、大袈裟なギャグやブラックジョーク、世相を風刺するネタや時事ネタや他作品のパロディ（ガイナ作品である『新世紀エヴァンゲリオン』のパロディも含む）が多く盛り込まれる。主人公たちによる勤勉や試験の描写も多く登場する。ストーリー形式の4コマで物語が進む。
2013年にはガイナックスによりアニメ化が発表されたが、その後の続報はない。

## あらすじ
百入（ももしお）学院高等学校に入学した主人公・祭小梅は、幼馴染の柊流石と成り行きで直ぐ友達にした土御門紅葉、高飛車でプライドが高い山田天使とともに一学年先輩の大河内彩芽が主催する茶道部に入部することになる。ドタバタな展開で茶道を学ぶ中、茶道部の顧問である宇田川宗光も登場し、トラブルで滅茶苦茶な展開になりながらも茶道を一つずつ学んでいく。

## 登場人物

### 百入学院高等学校
祭小梅（まつり こうめ）
【5月4日生まれ 血液型B型】
本作の主人公。1年桃組。茶道部員。明るい性格で茶道部のムードメーカー的存在。直ぐに他人と打ち解けて友達を作れる長所を持つが、勉強は苦手で追試を受けることもしばしば。お菓子好きで、茶道部に入部したのもそれが理由である。茶道の知識は皆無だったが、彩芽の指導や茶道の指南書を読んだうえで練習するなど努力して少しずつ覚えていく。また、茶道を通して人格形成の成長に比例している。自身の名前の由来は、生まれたときに庭に咲いていた梅の花からとって付けられた。下着はウサギのアップリケ柄のパンツ。父と母の3人家族。
柊流石（ひいらぎ さすが）
【10月10日生まれ 血液型A型】
1年桃組。茶道部員。小梅の幼馴染で、中学時代も同じクラスだった。男勝りな性格で女らしさに憧れている。ショートヘアで釣り目、学生服の着こなしもラフでスカートの下にはジャージを履いている。下着はトランクス。小梅からは名前の「流石」について「運動も勉強もできて"さすが"って感じ」という印象を持たれている。の中学時代からスポーツ万能・成績優秀でトップな文武両道で、百入学院には首席で合格。得意科目は数学。習字は苦手。中学時代はバスケ部だった。母親は故人で、開業医を営む父と兄との3人家族。
土御門紅葉（つちみかど もみじ）
【11月3日生まれ 血液型O型】
1年桃組。茶道部員。入学式で小梅たちの友人の輪に入る。眼鏡をかけた姫カットのロングストレートヘアでナイスバディな巨乳である（本人いわく、Gの70）。入学初日で流石がくしゃみをした弾みで彼女に自身の胸に顔を埋められた際に「触りたいなら正直に言えば良いのに」と言うなど天然ボケなところがある。妄想癖もある。情報収集マニアで、あらゆる人物たちの情報を緻密なまでに調べ上げている。なおかつ博識。下着はズロース。ドクロフェチ。手裏剣投げの心得がある。母子家庭で、母親は小説家。多忙な母に代わって家事を振舞う。
山田天使（やまだ みかえる）
【12月24日生まれ 血液型A型】
1年桃組。茶道部員。金髪のサイドテールと小柄な体型が特徴。中学時代は常に学年トップの成績を維持しており、百入学院の受験では学年次席で合格。高飛車でプライドが高く常に高圧的な態度で接するため、周囲と打ち解けることが下手で孤独な日々を過ごしていた。人を気遣う場面を見せるが、素直になれないツンデレ振りを見せることもしばしば。自身の「天使」と書いて「みかえる」と読むDQNネームと身長の低さにコンプレックスを持っている。首席で合格した流石を一方的にライバル視をしており、流石の名前を貶すも、小梅に自身の名前に触れられ赤面する。下着はアンスコ張りのフリル。小梅たちと友達になるまで電車に乗ったことがなく、Suicaも知らなかった。父親はラブホテル運営で、山田家はその事業で一財産をなした成金である。母親は美容師。
大河内彩芽（おおこうち あやめ）
【2月29日生まれ 血液型AB型】
2年紅組。茶道部部長。前髪がウェーブがかったロングストレートヘアが特徴。旧家の令嬢で帰国子女、教師や生徒からの信頼も厚く人気があり、同姓を惹きつけるほどの美貌を持つ。容姿端麗で品行方正だが、結構短気でキレやすく、その際に白目となり激昂する。苗字の「大河内」は、母方の姓で、東京で代々続く大地主の旧家。婿養子である父の都合で12歳まで博多で過ごしていた。その影響もあり、キレると博多弁になる（小梅たちに指摘されるまで気付かなかった）。朝は茶を立てることが日課。
宇田川宗光（うたがわ むねみつ）
一年数学担当の教師で茶道部の顧問。35歳。髪型は真ん中分けで、すまし顔が特徴。紅葉同様、情報収集マニア。常人離れした身体能力の持ち主で、残像を残して消え去る、黒子になって忍者の如くストーカー紛いの行動で部員たちの情報収集をしている。このことから「変態」扱いされ、とくに彩芽からは尊敬される反面、警戒もされている。紅葉の母の作品『暴れん坊警部補 徳川』の愛読者。

### その他
マチルダ
山田家の女中。ロイド眼鏡をかけたセミロングヘアが特徴。天使を生まれた時から成長を見守ってきており、天使が高校入学を機に友達ができたことやその成長振りに喜んでいた。
藤井（ふじい）
宇田川邸の半東を勤める女性。
柊貴巳（ひいらぎ たかみ）
流石の父で町の開業医。長髪と無精ひげが特徴。
柊貴家（ひいらぎ たかや）
流石の兄で医大生。眼鏡をかけたショートヘアの青年。柊家の家事全般を請け負い、自身の号令で朝が始まる。生前の母から教わった味噌汁が得意料理。シスコンで、流石には甘い。
土御門楓（つちみかど かえで）
紅葉の母で、有名なミステリー小説家。自身の作品である『暴れん坊警部補 徳川』がドラマ化され、自身のファンである俳優・船持栄二郎（ふなもち えいじろう）が主演となり上機嫌になっていた。締め切りが迫ると、ロングヌスの槍を閂にして部屋を封鎖する。ホラー的な趣味も入っており、それは娘にも受け継がれた。

## 書籍
- 乃和（GAINAX）・葉月京 『さどんです』講談社〈ヤンマガKC〉、既刊1巻
  1. 2014年2月20日第1刷発行・発売 ISBN 978-4-06-382424-7